# 布鲁内托·拉蒂尼
布鲁内托·拉蒂尼（Brunetto Latini  1220年—1294年）意大利哲学家、学者、政治家，生于佛罗伦萨贵族家庭，对意大利诗歌的兴起和但丁有重要影响，归尔甫派人物，曾被流放至法国，1266年返回托斯卡纳，后担任官员达20年。在但丁的《神曲》中有所刻画。